# 馬朝棟
馬朝棟（1815年2月10日（嘉慶二十年正月二日）—1871年1月17日），和名與那原親方良恭，琉球國第二尚氏王朝政治家、三司官。
馬朝棟出生於馬氏與那原殿內家族中。由於家譜缺失，該家族成員的詳細生平事跡都不清晰。咸豐八年（1858年），尚泰王派尚健（伊江王子朝忠）為正使、馬朝棟為副使出使日本江戶，慶祝德川家茂就任幕府將軍。咸豐九年己未七月二十一日（1859年8月18日），馬朝棟就任三司官，時年四十五歲。同治五年（1866年），馬朝棟以王舅的身份，與紫金大夫阮宣詔（瀨名波親雲上）、使者向承儀等人一起，跟隨冊封使船隊前往清朝謝恩。同治七年（1868年），為稟報謝恩使歸國之事，馬朝棟出使薩摩藩。同治十年（1871年），馬朝棟致仕，其三司官之職由毛允良（龜川親方盛武）繼任。1871年1月17日（明治三年十一月二十七日）去世。
馬朝棟的兒子馬兼才（與那原親方良傑）後來也當選三司官。